# Leon Czechowski
Leon Czechowski (ur. 7 kwietnia 1797 w Myślatyczach, zm. 6 czerwca 1888 w Jarosławiu) – polski wojskowy.

## Życiorys
Uczęszczał do szkół w Samborze oraz Przemyślu, a po ich ukończeniu rozpoczął studia na Wydziale Filozofii Uniwersytetu we Lwowie.
W 1818 w stopniu podporucznika podjął służbę w pułku Grenadierów Gwardii Królestwa Polskiego. Następnie był instruktorem 24 korpusu litewskiego w Grodnie. Brał udział w przygotowaniach do powstania. Uczestniczył w wydarzeniach Nocy Listopadowej.
W 1831 awansował do stopnia kapitana. 25 lutego 1831 został ciężko ranny w bitwie o Olszynkę Grochowską na przedpolach Warszawy. 
Od roku 1842 dzierżawił majątek w Zalasowej, gdzie zamieszkał, by następnie przenieść się do Tarnowa. Włączył się w wir prac niepodległościowych, brał udział w przygotowaniu powstania. W 1846 w stopniu majora został dowódcą obszaru wojskowego Tarnów. Głównym celem powstańców było zdobycie garnizonu austriackiego w Tarnowie, liczącego 560 żołnierzy piechoty oraz 600 dragonów. Na tym terenie coraz szerszy zakres przybierała propaganda antyszlachecka. Czechowski postanowił przyśpieszyć termin zbrojnego wystąpienia. Koncentracja odbyła się w nocy z 18 na 19 lutego w Lisiej Górze. Czechowski zebrał oddział liczący jedynie 150 ochotników, który nie był w stanie odnieść sukcesu w walce z żołnierzami austriackimi. Wystąpienia chłopskie położyły ostatecznie kres zrywowi niepodległościowemu. Leon Czechowski cudem uniknął śmierci z rąk rozjuszonych chłopów. Zmuszony był do emigracji. Został ranny, przebywał w szpitalu, był aresztowany i oskarżony o zdradę główną. Trafił do więzienia skąd został uwolniony na mocy amnestii 20 marca 1848 r. W maju 1849 r. przedostał się na Węgry. Organizował polską piechotę w Siedmiogrodzie w Bystrzycy. Od początku lipca jako major honwedów dowódca piechoty 2 batalionu Legionu Polskiego walczył w Siedmiogrodzie opanowanym przez Austriaków. Na tej placówce, odnosił liczne zwycięstwa a jego zdyscyplinowane oddziały zyskały sympatię zamieszkujących Siedmiogród zarówno Rumunów jak i Węgrów. Przez gen. Józefa Bema został awansowany do stopnia pułkownika. Na skutek klęsk wojsk powstańczych oddziały dowodzone przez Czechowskiego wycofały się do Nagy Banya i Komorna. Czechowski dostał się do niewoli, z której wkrótce udało mu się uciec. Od roku 1853 przebywał w Paryżu.
W 1863 na polecenie gen. Józefa Wysockiego organizował galicyjską wyprawę do Królestwa. Koncentracja odbywała się w lasach pod Cieszanowem. W 600 osobowym oddziale ochotników składających się z mieszkańców Lwowa i innych miast Galicji znajdowała się około 100 osobowa grupa jarosławian. W niedzielę 15 marca oddział pułkownika Czechowskiego przekroczył granice zaborów. W Tarnogrodzie ogłoszona zostaje odezwa gen. Mariana Langiewicza z Kwatery Głównej w Goszczy z dnia 11 marca 1863 uzasadniająca potrzebę dyktatury, ustanowienia Rządu Narodowego oraz wzywająca rodaków do walki.

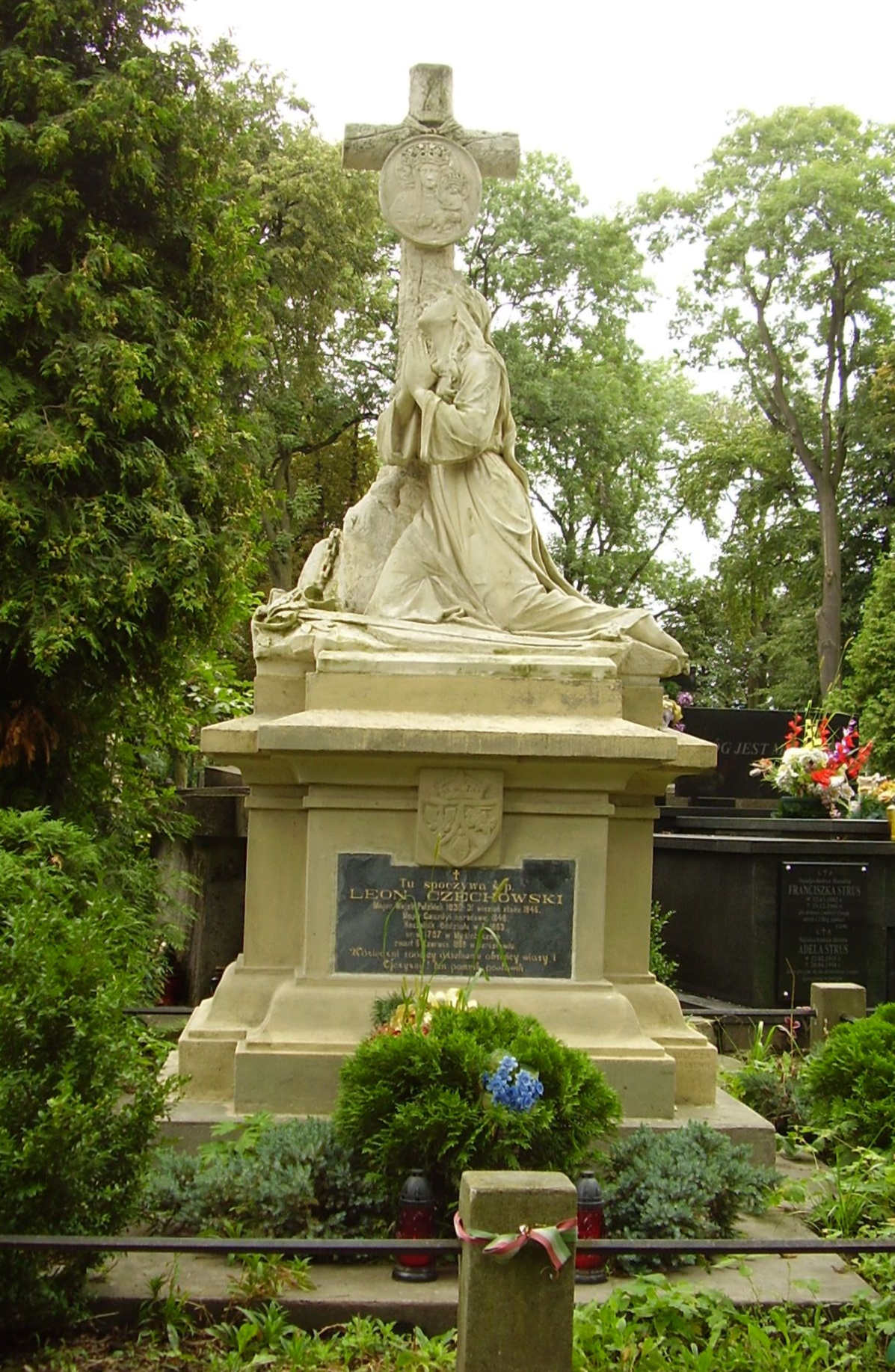
Pomnik nagrobny Leona Czechowskiego na Starym Cmentarzu w Jarosławiu

Dalsza trasa oddziału wiodła przez: Króle, Księżpol, Biszczę, Naklik, Potok Górny. W piątek 20 marca około godziny ósmej rozpoczęła się pod Potokiem pierwsza bitwa oddziału Czechowskiego w której poległo 2 powstańców (w tej liczbie mjr Władysław Englert) a 5 zostało rannych. Oddział wraz z rannymi i poległymi, których ułożono na wozach wyruszył w kierunku wsi Wólka Biska. Po przekroczeniu Tanwi, w pobliżu wsi Suszka, założono obóz. Około godz. 15 Rosjanie znowu zaatakowali. Walka trwała do 18. Rannych zostało trzech powstańców. Natychmiast po walce Czechowski zarządził wymarsz w kierunku wsi Ruda Solska, gdzie oddział dotarł około godziny 23. W sobotę 21 marca powstańcy wyruszyli w kierunku Huty Krzeszowskiej. Około południa podczas przemarszu przez Las Ciosmański ponownie zostali zaatakowani przez Rosjan. Walka trwała do godzin wieczornych, poległo ponad 20 powstańców a wielu innych zmarło wkrótce od ran odniesionych w bitwie. W wyniku przegranego starcia nastąpił odwrót oddziału, przekroczenie granicy austriackiej i rozbrojenie. Czechowski ukrywał się w okolicach Jarosławia, lecz został aresztowany i uwięziony w Przemyślu. Więzienie opuścił w 1866. Po wyjściu na wolność zamieszkał w Jarosławiu, gdzie zmarł 6 czerwca 1888 roku.

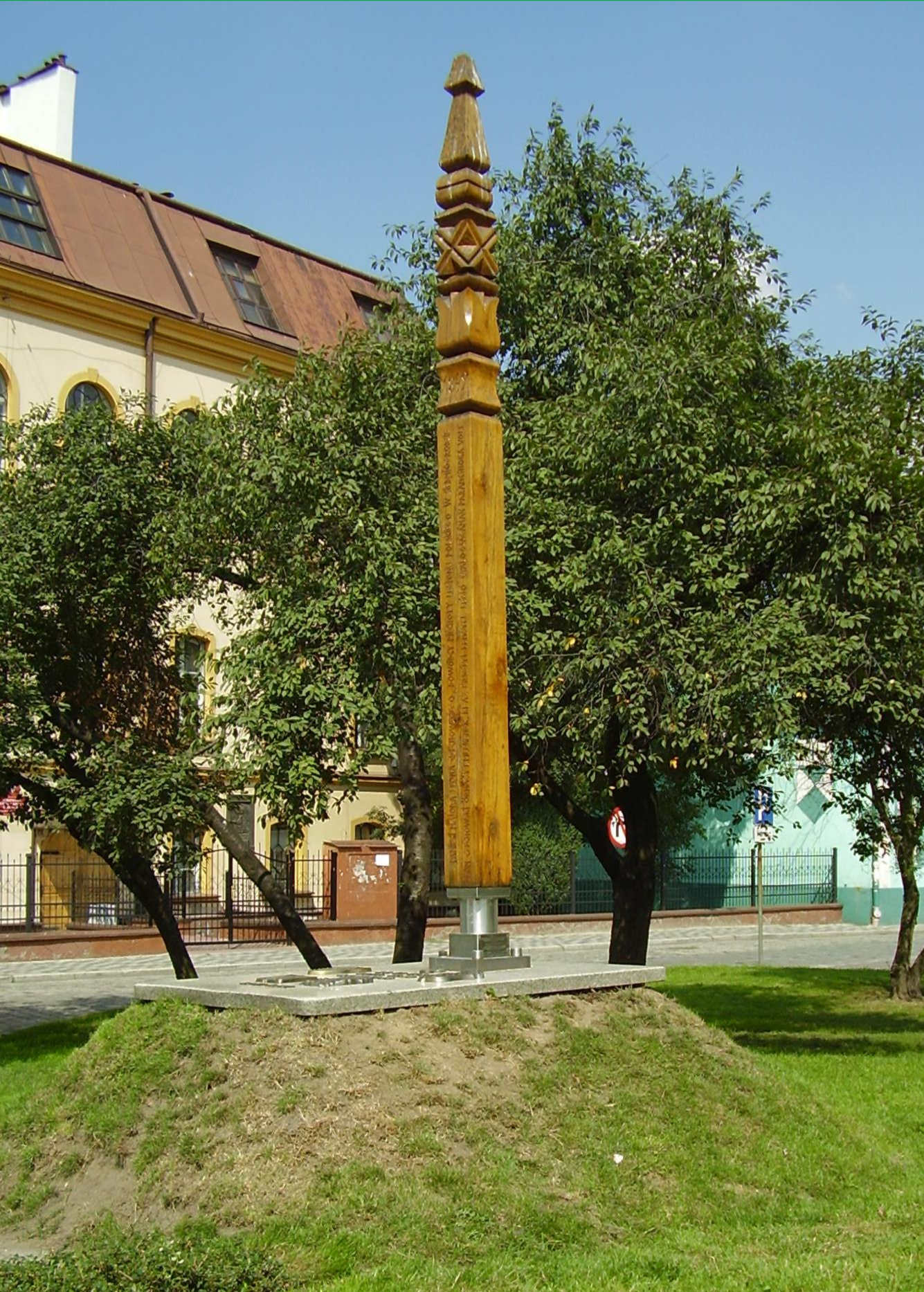
Kopijnik upamiętniający postać Leona Czechowskiego

Został pochowany na Starym Cmentarzu w Jarosławiu. Społeczeństwo Jarosławia ufundowało Leonowi Czechowskiemu pomnik nagrobny. Jego wykonanie zlecono krakowskiej pracowni Józefa Kuleszy. U stóp krzyża, na którym umieszczono wizerunek Matki Boskiej klęczy kobieta-płaczka. Obok spoczywa szabla i zerwane kajdany. Całość posadowiona na cokole. Na frontowej części cokołu znajduje się trójdzielna tarcza herbowa z godłami Polski, Litwy i Rusi. Poniżej tablica epitafijna. W okresie zaborów pomnik był miejscem, przy którym odbywały się liczne manifestacje patriotyczne.
W Jarosławiu znajduje się również drugie miejsce upamiętniające postać pułkownika Leona Czechowskiego. Przy ulicy Opolskiej, na placu przed synagogą, stoi kopijnik. Inicjatorem jego powstania był Konsul Generalny Republiki Węgier w Krakowie Istvan Kovacs. Jarosławski kopijnik ustawiony został w 2001 r.